# Pentagram

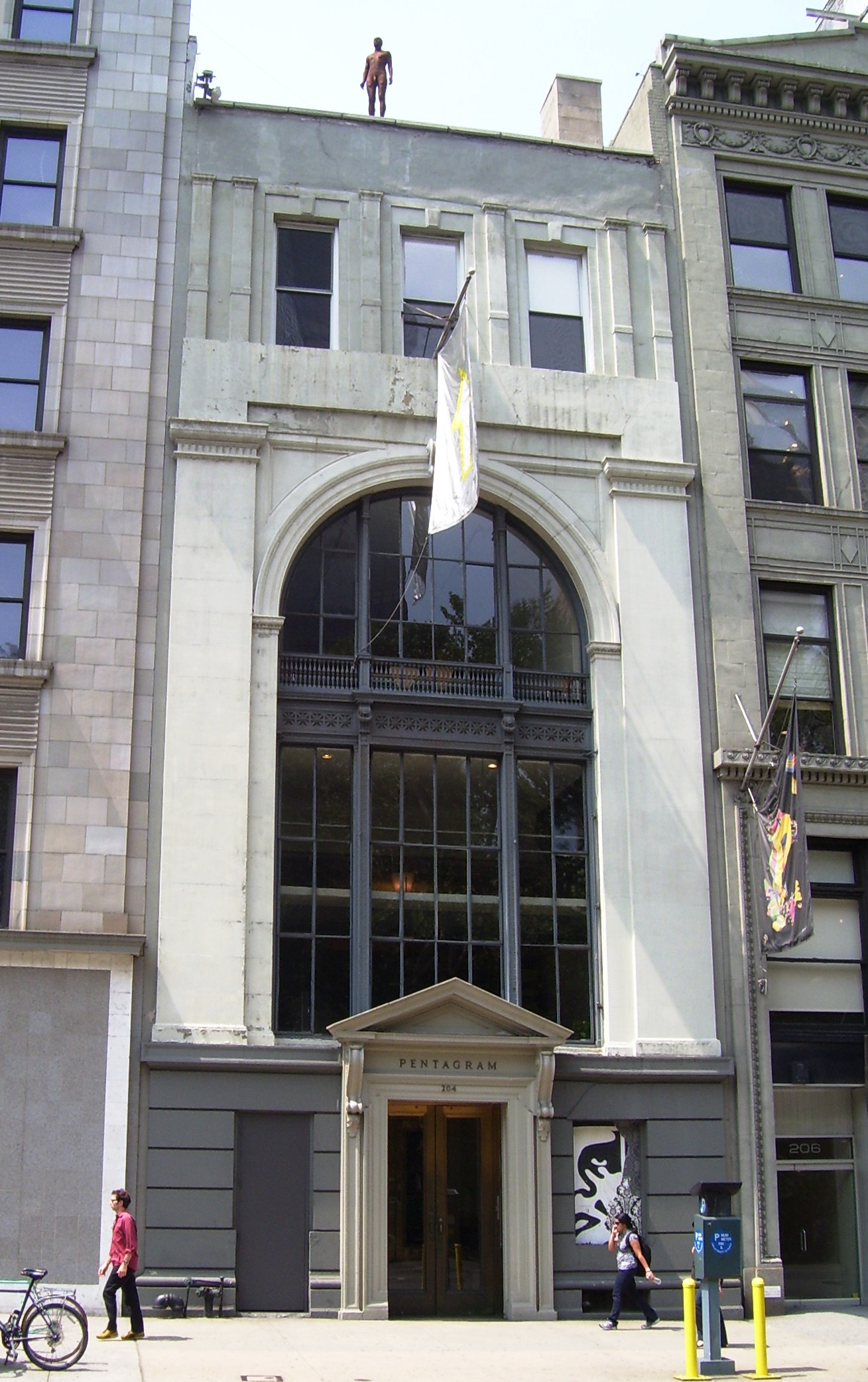
Колишня будівля Pentagram на Манхеттені, за адресою 204 П'ята авеню, була спроектована C.P.H. Гілбертом. На вершині будівлі на момент зйомки цього зображення (2010 рік) знаходиться статуя роботи Ентоні Гормлі, яка є частиною його інсталяції "Горизонт подій" на будівлях навколо Медісон-сквер.

Pentagram — це дизайнерська фірма. Вона була заснована в 1972 році Аланом Флетчером, Тео Кросбі, Коліном Форбсом, Кеннетом Грейнджем та Мервіном Курланським на Нідхем Роуд, Ноттінг Хілл, Лондон. Компанія має офіси в Лондоні, Нью-Йорку, Сан-Франциско, Берліні та Остіні, Техас. Окрім свого впливового творчого доробку, фірма відома своєю незвичайною структурою, в якій ієрархічно плоска група партнерів володіє та керує фірмою, часто працюючи спільно, і розподіляє прибутки та приймає рішення разом.

## Історія
Алан Флетчер, Колін Форбс і Боб Гілл оголосили про відкриття дизайнерської студії Fletcher/Forbes/Gill 1 квітня 1962 року. Через три роки Гілл покинув фірму, і до Флетчера та Форбса приєднався архітектор Тео Кросбі, утворивши Crosby/Fletcher/Forbes у 1965 році. Фірма була успішною і зростала в розмірах, і на початку 1970-х вони обговорювали формалізацію нового партнерства разом з одним із своїх асоційованих дизайнерів, Мервіном Курланським, та дизайнером продукції Кеннетом Грейнджем.
У 1978 році Колін Форбс переїхав з Лондона до США, щоб заснувати офіс у Нью-Йорку, згодом додавши графічних дизайнерів Пітера Гаррісона та Вуді Піртла як партнерів. У 1990-91 роках до нью-йоркського офісу приєдналися Майкл Бірут, Паула Шер, обидва графічні дизайнери, та архітектор Джеймс Бібір. Вони зрештою переїхали до будівлі на 204 П'ятій авеню, спроектованої C. P. H. Гілбертом, де офіс знаходився до 2017 року. Наразі нью-йоркський офіс розташований у будівлі на 250 Парк-авеню.